# Santiago Cardona
Santiago Cardona Patiño (Aguadas, Colombia, 1 de septiembre de 2001) es un futbolista colombiano que juega de mediocampista en el Crevillente Deportivo.

## Clubes
| Club                  | País   | Año    |
| --------------------- | ------ | ------ |
| Crevillente Deportivo | España | 2019 - |

- Datos: Q108788982